# 3voor12

Logo de 3voor12.

3voor12 est une plateforme multimédia consacrée à la musique pop du radiodiffuseur public néerlandais VPRO. 3voor12 est fondée le 15 mai 1998 et célèbre son 20e anniversaire en mai 2018. L'émission n'est plus diffusée sur NPO 3FM depuis janvier 2023,.